# High Priestess
High Priestess è il terzo album in studio del gruppo heavy metal canadese Kobra and the Lotus, pubblicato il 24 giugno 2014.

## Tracce
1. Warhorse – 3:25
2. I Am, I Am – 4:16
3. Heartbeat – 4:28
4. Hold On – 4:26
5. High Priestess – 4:09
6. Soldier – 4:32
7. Battle of Wrath – 5:52
8. Visionary – 3:31
9. Willow – 4:01
10. Lost in the Shadows – 6:11

## Formazione
- Brittany "Kobra" Paige – voce
- Jasio Kulakowski - chitarra
- Charlie Parra del Riego – chitarra
- Pete Z Dimov - basso
- Lord Griffin Kissack – batteria

## Classifiche
| Classifica (2014)  | Posizione massima |
| ------------------ | ----------------- |
| US Top Heatseekers | 32                |